# Хохлов, Игорь Игоревич
И́горь И́горевич Хохло́в (род. 15 февраля 1977 года, Москва, СССР) — российский политолог, социолог, эксперт по терроризму, наркобизнесу и ядерному оружию. Кандидат политических наук, научный сотрудник Института мировой экономики и международных отношений РАН.
Полиглот. Ведущий передачи «Английский язык» на телеканале «Просвещение», где преподаёт английский язык по собственной методике.

## Биография
Родился 15 февраля 1977 года в Москве. Почти всё детство провёл в Нью-Йорке и в Женеве, где его отец был сотрудником таких международных организаций, как Всемирная организация здравоохранения, Всемирная продовольственная программа, Международная организация труда.
Окончил с отличием бакалавриат факультета международных отношений Московского государственного института международных отношений МИД РФ со специализацией по политологи и на общих вопросах международных отношений.
В 1999 году окончил совместную магистратуру по международным отношениям МГИМО и Парижского института политических наук.
В 2004 году в ИМЭМО РАН под научным руководством доктора политических наук, профессора М. В. Стрежневой защитил диссертацию на соискание учёной степени кандидата политических наук по теме «Феномен наднациональности в практике политической интеграции: На примере Европейского Союза» (Специальность 24.00.04 «Политические проблемы международных отношений и глобального развития»)
Младший научный сотрудник, научный сотрудник сектора социально-трудовых отношений и социальной мобильности Центра сравнительных социально-экономических и социально-политических исследований ИМЭМО РАН.
Преподаватель социологического факультета МГУ имени М. В. Ломоносова, где читает специальные курсы «Россия в меняющейся системе международной безопасности» и «Политические конфликты: внутренние и международные аспекты», а также курс «Социология международных отношений».
Автор ряда научных работ, опубликованных в ведущих научных журналах, а также изданных в виде монографий, соавтор учебника МГУ.
Владеет английским, французским, турецким, азербайджанским и фарси/дари. В Кембриджском университете с отличием сдал экзамены на преподавателя английского языка как иностранного (имеет Cambridge Certificate TEFL). Ведущий передачи «Английский язык» на телеканале «Просвещение», где преподаёт английский язык по собственной методике.

## Научная деятельность
Анализ опыта мировой и отечественной науки, изучающей международные отношения, вопросы наднациональности в деятельности европейских организаций, проблемы безопасности на современном этапе, изучение конфликта и стабильности в международных отношениях.
В 2016 году участвовал на проходившем в Вене III форуме по социологи Международной социологической ассоциации «Будущее, которого мы желаем: Глобальная социология и борьба за лучший мир», где выступил с докладом «Социальная инфраструктура терроризма: финансовые институты».

## Экспертная деятельность
Выступал в качестве эксперта для «Русской службы Би-би-си», CNN, Life, Russia Today (включая арабскую редакцию канала — Русия аль-Яум), Эксперт-ТВ, Россия 1 (программа «Специальный корреспондент»), «Мир», «Общественное телевидение России», РЕН-ТВ (передача Военная тайна), «Голос России», Русская служба новостей, Радио «Комсомольская правда», Лента.ру.

## Научные труды

### Диссертации
- Хохлов И. И. Феномен наднациональности в практике политической интеграции : На примере Европейского Союза : автореферат дис. … кандидата политических наук : 23.00.04 / Ин-т мировой экономики и междунар. отношений РАН. —Москва, 2004. — 19 с.

### Монографии
- Хохлов И. И. Наднациональность в политике Европейского союза. — М.: Международные отношения, 2007. — 153 с. — 1000 экз. — ISBN 978-5-7133-1281-7.
- Хохлов И. И. Параграф 5.1. Противодействие наркотрафику // Архитектура евроатлантической безопасности. Под ред. И. Ю. Юргенса, А. А. Дынкина, В. Г. Барановского. М., Эко-Информ, 2009, С. 92-95 ISBN 978-5-9506-0410-2
- Хохлов И. И. Параграф 5.2 Противодействие терроризму // Архитектура евроатлантической безопасности. Под ред. И. Ю. Юргенса, А. А. Дынкина, В. Г. Барановского. М., Эко-Информ, 2009, C. 95-98. ISBN 978-5-9506-0410-2
- Хохлов И. И., Сидорова Е. А. Наднациональность в политике Европейского союза. — 2-е изд., обновл. и доп. — М.: Международные отношения, 2014. — 304 с. — 1000 экз. — ISBN 978-5-7133-1429-3.
- Социально-трудовые отношения: сравнительный анализ западных и российских практик действий на рынке труда / Авт. кол. В. В. Комаровский, В. Т. Веденеева, В. А. Сауткина, М. Г. Хохлова, И. И. Хохлов, М. А. Морозова, В. И. Катагарова; Отв. ред.: В. В. Комаровский, В. Т. Веденеева. — М.: ИМЭМО РАН, 2016. — 207 с. — ISBN 978-5-9535-0476-8. DOI:10.20542/978-5-9535-0476-8

### Статьи
на русском языке
- Хохлов И. И. Субсидиарность как принцип и механизм политики Еросоюза // Мировая экономика и международные отношения. 2004. № 5. С. 95-101.
- Хохлов И. И. Российское общество в разных измерениях (по материалам конференции, посвященной памяти Л. А. Гордона) // Мировая экономика и международные отношения. 2006. № 3. С. 13-22.
- Хохлов И. И. Развитие наркобизнеса в условиях контртеррористической операции в Афганистане // Мировая экономика и международные отношения. — 2006. — № 6. — C. 58-69
- Хохлов И. И. «Глобальный джихад салафи» и «Аль-Каида» // Мировая экономика и международные отношения. — 2007. — № 3. — С. 37-46.
- Хохлов И. И. Ядерный Пакистан — дихотомия силы и слабости (начало) // Мировая экономика и международные отношения. — 2011. — № 8. — С. 15-24.
- Хохлов И. И. Ядерный Пакистан — дихотомия силы и слабости (окончание) // Мировая экономика и международные отношения. — 2011. — № 9. — С. 31-40.
- Семененко И. С., Вайнштейн Г. И., Горичева Л. Г., Загладин Н. В., Лапкин В. В., Пантин В. И., Перегудов С. П., Прохоренко И. Л., Рашковский Е. Б., Садовая Е. С., Семененко И. С., Шейнис В. Л., Чугров С. В., Хохлов И. И., Хохлова М. Г., Фадеева Л. А., Бусыгина И. М., Кудряшова И. В., Крылов М. П., Замятин Д. Н. и др. Альтернативный капитализм или альтернатива капитализму? (проблемы концептуализации современного развития) // Мировая экономика и международные отношения. 2012. № 7. С. 92-106. (материалы дискуссии на научно-теоретическом семинаре ЦЭСПИ (сектор прикладных социально-политических исследований) в Центре сравнительных социально-политических исследований ИМЭМО РАН состоялось заседание)
- Семененко И. С., Вайнштейн Г. И., Горичева Л. Г., Загладин Н. В., Лапкин В. В., Пантин В. И., Перегудов С. П., Прохоренко И. Л., Рашковский Е. Б., Садовая Е. С., Семененко И. С., Шейнис В. Л., Чугров С. В., Хохлов И. И., Хохлова М. Г., Фадеева Л. А., Бусыгина И. М., Кудряшова И. В., Крылов М. П., Замятин Д. Н. и др. Альтернативный капитализм или альтернатива капитализму? (проблемы концептуализации современного развития) Оконание. Начало см. в № 7 ЗА 2012 г. // Мировая экономика и международные отношения. 2012. № 8. С. 98-115.
- Хохлов И. И. Наднациональность в ЕС: неустойчивый баланс общественного мнения // Мировая экономика и международные отношения. 2014. № 3. С. 60-73.
- Хохлова М. Г., Хохлов И. И. Мировые тенденции в развитии образования // Мировая экономика и международные отношения. 2014. № 6. С. 85-94.
- Хохлов И. И. О некоторых подходах в объяснению феномена терроризма // Мировая экономика и международные отношения. 2015. № 5. С. 19-28.
- Хохлов И. И. Идеологическое обоснование терроризма как инструмент // Мировая экономика и международные отношения. 2017. Т. 61. № 1. С. 47-52.

на других языках
- Khokhlov I. I. Social infrastruvture of terrorism: financial institutions // The Futures We Want: Global Sociology and the Struggles for a Better World. View from Russia [Electronic resource]: collected papers. The 3rd ISA Forum of Sociology The Futures We Want: Global Sociology and the Struggles for a Better World / Editor-in-Chief V. Mansurov. -electronic data- Moscow: RSS, 2016. — Pp. 87-92. 1 СD ROM; 12 sm — system requirements: Windows XP/Vista/7/10 — Title from disk label. ISBN 978-5-904804-12-1

## Публицистика
- Хохлов И. И. Тень и свет Хавалы. Финансовая система эпохи средневековья в условиях глобализации // Военно-промышленный курьер. № 16 (182) за 25.04.2007
- Хохлов И. И. Неформальная финансово-расчётная система хавала // Наш Техас, № 185. 11.05.2007

## Экспертные оценки
- Хохлов И. И. Исламский терроризм - Глобальный джихад Салафи (цикл статей).
  - Международная террористическая сеть Аль-Каида. Часть 1 // Гражданский Центр ядерного нераспространения. — 08.02.2006. Архивировано 2 ноября 2013 года.
  - Международная террористическая сеть Аль-Каида. Часть 2 // Гражданский Центр ядерного нераспространения. — 20.02.2006. Архивировано 2 ноября 2013 года.
  - Международная террористическая сеть Аль-Каида. Часть 3 // Гражданский Центр ядерного нераспространения. — 27.02.2006. Архивировано 2 ноября 2013 года.
  - Международная террористическая сеть Аль-Каида. Часть 4 // Гражданский Центр ядерного нераспространения. — 09.03.2006. Архивировано 2 ноября 2013 года.
  - Международная террористическая сеть Аль-Каида. Часть 5 // Гражданский Центр ядерного нераспространения. — 20.03.2006. Архивировано 2 ноября 2013 года.
  - Международная террористическая сеть Аль-Каида. Часть 6 // Гражданский Центр ядерного нераспространения. — 28.08.2006. Архивировано 2 ноября 2013 года.
- Хохлов И. И. Неформальная финансово-расчётная система Хавала // Гражданский Центр ядерного нераспространения. — 02.05.2007. Архивировано 2 ноября 2013 года.
- Хохлов И. И. Этические и социальные причины Глобального джихада Салафи // Родон. — 14.01.2008. Архивировано 2 ноября 2013 года.
- Хохлов И. И. Ядерный арсенал Пакистана в свете распространения исламского радикализма в Южной Азии: Аль-Каида, Талибан, Афганистан, Пуштунистан // Война и мир. — 15.09.11. Архивировано 3 ноября 2013 года. (копия — newsland.com/news/detail/id/781722/)

## Интервью
- Васильев, Алексей Глобализация средневековья // Банки.ру, 21.01.2008.
- Перспективы создания «газовой ОПЕК», как это отразится на международном рынке энергоресурсов и развитии мировой энергетики // Гражданский Центр ядерного нераспространения, 20.12.2008.
- Умные Парни на Русской службе новостей: политолог Игорь Игоревич Хохлов рассказывает о своих впечатлениях о Европе-2013 // Русская служба новостей.
- Радио «Голос России»: политолог Игорь Хохлов комментирует агентурную работу спецслужб в американских ВУЗах // Голос России.